# (37592) Pauljackson
(37592) Pauljackson  es un asteroide perteneciente al cinturón de asteroides, descubierto el 3 de octubre de 1991 por Freimut Börngen y Lutz Dieter Schmadel desde el Observatorio Karl Schwarzschild, en Alemania.

## Designación y nombre
Fue designado inicialmente como 1991 TG7.
Fue nombrado por Paul Jackson (n. 1932), quien es profesor emérito del Observatorio de la Universidad de Viena, es conocido por sus cuidadosas mediciones de las antiguas posiciones de planetas menores y por las mejoras de las posiciones de las estrellas de los catálogos FK3 y FK4. Nombrado así con motivo de su 80 cumpleaños por L.D. Schmadel.

## Características orbitales
Pauljackson orbita a una distancia media del Sol de 2,625 ua, pudiendo acercarse hasta 2,469 ua y alejarse hasta 2,781 ua. Tiene una excentricidad de 0,059 y una inclinación orbital de 5,170° grados. Emplea en completar una órbita alrededor del Sol 1553,63 días.

## Características físicas
Su magnitud absoluta es 15,54. 